# Henrique da Silveira
Henrique de Sampaio e Castro Pereira da Cunha da Silveira (ur. 26 stycznia 1901 w São Bento, zm. 9 kwietnia 1973 w Lizbonie) – portugalski szpadzista, brązowy medalista olimpijski.
Na igrzyskach olimpijskich w Antwerpii w 1920 roku był czwarty w turnieju drużynowym, a indywidualnie odpadł w ćwierćfinałach. Na rozgrywanych cztery lata później igrzyskach olimpijskich w Paryżu był ponownie czwarty w turnieju drużynowym. Indywidualnie nie startował. Podczas igrzysk olimpijskich w Amsterdamie w 1928 roku Portugalczycy w składzie: Paulo d’Eça Leal, Frederico Paredes, Mário de Noronha, Jorge de Paiva, João Sassetti i Henrique da Silveira zdobyli brązowy medal w szpadzie drużynowej. W turnieju indywidualnym dotarł do ćwierćfinałów. Brał też udział w igrzyskach olimpijskich w Berlinie w 1936 roku, gdzie był piąty drużynowo i szósty indywidualnie.
Nie zdobył medalu mistrzostw świata.